# Horia Damian

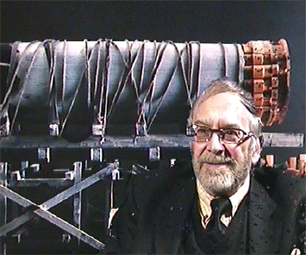
Horia Damian (1995)

Horia Damian (* 27. Februar 1922 in Bukarest; † 14. Mai 2012 in Paris) war ein rumänisch-französischer Maler und Bildhauer.

## Leben
Horia Damian war Schüler von André Lhote (1985–1962) und von 1949 bis 1950 Schüler von Fernand Léger (1881–1955). 1951 begann Damian mit den Arbeiten am „Gestirnter Himmel“. Er arbeitete mit Piet Mondrian, Auguste Herbin und Félix Del Marle.

## Ausstellungen (Auswahl)
- 1943 Sala Dalles, Bukarest
- 1953 Galerie Arnaud, Paris
- 1957 Galerie Ariete, Mailand
- 1957 Galerie Stadler, Paris
- 1957 Galerie Leo Castelli, New York
- 1958 Galerie 22, Düsseldorf
- 1963 Galerie Robert Fraser, London
- 1970 Städtisches Museum, Trier
- 1972 Museum für Moderne Kunst, Paris
- 1973 Biennale von São Paulo mit Galaxy-2
- 1974 Neue Galerie – Sammlung Ludwig, Aachen
- 1975 Museum für Moderne Kunst, Rio de Janeiro
- 1976 Solomon R. Guggenheim Museum, New York
- 1980 Centre Georges Pompidou, Paris
- 1980 The Art Institute of San Francisco
- 1981 Galerie Raphael, Frankfurt am Main
- 1983 Grand Palais, Paris
- 1987 FIAC, Galerie Elisabeth Frank, Paris
- 1991 Galerie Jacqueline Moussion, Paris
- 1992 documenta IX, Kassel
- 1993 Biennale di Venezia, Venedig
- 2002 Galerie Karsten Greve, Paris
- 2005 Galerie Raphael 12, Frankfurt
- 2006 Art Paris, Galerie Raphael 12, Paris
- 2009 Nationalmuseum für Zeitgenössische Kunst, Bukarest[3]